# Georgia Hall
Georgia Hall, née le 12 avril 1996 à Bournemouth, est une golfeuse professionnelle anglaise évoluant sur le LPGA Tour. Au cours de sa carrière, elle a notamment remporté un tournoi majeur : l'Open britannique en 2018.